# Javier Armas
Javier Armas Pastor (La Coruña, España; 13 de enero de 2000) es un futbolista español. Juega de centrocampista y su equipo actual es el Atlanta United 2 de la MLS Next Pro.

## Trayectoria
Armas pasó por las inferiores del Deportivo La Coruña, y entre 2019 y 2023 migró a los Estados Unidos por una beca deportiva en la Universidad Estatal de Oregón. A nivel universitario, Armas jugó para los Oregon State Beavers entre 2019 y 2023.
Entre 2021 y 2022 en España, Armas jugó en el C. D. Vallesco de la Interinsular Preferente de Las Palmas.
En diciembre de 2023, fue seleccionado por el Atlanta United en el puesto 48 del SuperDraft de la MLS 2024, firmando contrato en el Atlanta United 2.

## Estadísticas
Actualizado al último partido disputado el 24 de marzo de 2024.
| Club                            | Div.          | Temporada     | Liga  | Liga  | Copas nacionales | Copas nacionales | Copas internacionales | Copas internacionales | Total | Total |
| Club                            | Div.          | Temporada     | Part. | Goles | Part.            | Goles            | Part.                 | Goles                 | Part. | Goles |
| ------------------------------- | ------------- | ------------- | ----- | ----- | ---------------- | ---------------- | --------------------- | --------------------- | ----- | ----- |
| Atlanta United 2 Estados Unidos | 3.ª           | 2024          | 2     | 2     | —                | —                | —                     | —                     | 2     | 2     |
| Atlanta United 2 Estados Unidos | Total club    | Total club    | 2     | 2     | 0                | 0                | 0                     | 0                     | 2     | 2     |
| Total carrera                   | Total carrera | Total carrera | 2     | 2     | 0                | 0                | 0                     | 0                     | 2     | 2     |